# لبان ديوسقوريدي
لبان ديوسقوريدي أو بوسويلية ديوسقوريدية (الاسم العلمي:Boswellia dioscoridis) هو نوع من النباتات يتبع جنس اللبان من الفصيلة البخورية.